# Hanna Louisa Bissiw
Hanna Louisa Bisiw (sinh ngày 23 tháng 7 năm 1972) là Thứ trưởng Bộ Lương thực và Nông nghiệp và cũng là cựu thành viên của Quốc hội cho Tano South, Vùng Brong Ahafo Ghana. bà đã phải đối mặt với những cáo buộc tham nhũng và chỉ trích vì sống một lối sống xa hoa.

## Tuổi thơ
Hanna Bisiw được sinh ra tại Techimantia ở Vùng Brong Ahafo của Ghana. Bà đã nhận được giáo dục trung học phổ thông của mình tại trường trung học nữ Kumasi, và sau đó có được học bổng du học tại Cuba, nơi bà tốt nghiệp bác sĩ thú y (1999).

## Sự nghiệp
Khi trở về Ghana, Bisiw đã làm việc với các Bệnh viện thú y và cũng hợp tác với các dự án giữa Ghana và Cuba. Năm 2008, bà trở nên tích cực trong chính trị. Bà đã trở thành thành viên của Ủy ban Tuyên ngôn NDC (2008) để trở thành Thứ trưởng Bộ Ngoại giao (Bộ Tài nguyên, Công trình và Nhà ở (MWRWH) (2009), Thứ trưởng Bộ Lương thực và Nông nghiệp và cũng là Thành viên của Quốc hội cho Tano Nam (2012 - 2017).

## Cuộc sống cá nhân
Hanna Bisiw đã kết hôn với Francis Kpormego, một bác sĩ và có hai con.

## Cáo buộc tham nhũng
Hanna Bisiw đã bị chỉ trích công khai trong những năm qua về các cáo buộc sống một lối sống xa hoa với chi phí của các nguồn lực nhà nước.
Vào năm 2010, Daily Searchlight đã báo cáo một cuộc điều tra bí mật cho thấy rằng bà là chủ sở hữu của một biệt thự đôi nhiều phòng ngủ được đưa lên tại Techimantia, quê hương của bà ở vùng Brong Ahafo của Ghana. Trong khi bà thừa nhận xây dựng nó bằng một khoản vay của chính phủ, cuộc gọi của nhóm đối lập và áp lực 'Diễn đàn về trách nhiệm công cộng "về chính phủ của nhà máy Atta để điều tra các trường hợp của khoản vay đã không được thực hiện.
Vào năm 2014 Daily Guide đã công bố chi tiết về lễ kỷ niệm sinh nhật của cô, nơi bà được tặng một chiếc Toyota Land Cruiser Prado mới trị giá 120.000 USD. Bài viết mô tả dịp này như một "bữa tiệc lớn". Bà trả lời rằng chiếc xe là món quà sinh nhật từ người chồng giàu có.

## Bầu cử năm 2016
Hanna Bissiw mất ghế quốc hội của mình tại khu vực bầu cử Tano South ở Vùng Brong Ahafo trên vé của Quốc hội Dân chủ Quốc gia trong cuộc bầu cử quốc hội năm 2016. Một số thành phần của bà đã bị cáo buộc rằng sau khi mất ghế, bà đã nỗ lực lấy lại đồ dùng của bệnh viện, trước đó bà đã quyên góp cho một bệnh viện trong khu vực bầu cử của mình. Bà phủ nhận cáo buộc trích dẫn rằng ý định của bà đã bị báo cáo hiểu sai.